# Asplenium clutei
Asplenium clutei är en svartbräkenväxtart som beskrevs av Gilbert. Asplenium clutei ingår i släktet Asplenium och familjen Aspleniaceae. Inga underarter finns listade.